# Saint-Julien-en-Quint
Saint-Julien-en-Quint este o comună în departamentul Drôme din sud-estul Franței. În 2009 avea o populație de 127 de locuitori.

## Evoluția populației
| An        | 1975 | 1982 | 1990 | 1999 | 2006 | 2009 |
| --------- | ---- | ---- | ---- | ---- | ---- | ---- |
| Populație | 150  | 144  | 162  | 142  | 132  | 127  |